# 주토피아
《주토피아》(영어: Zootopia)는 2016년 (영국: 2007년 7월 25일) 개봉된 월트 디즈니 애니메이션 스튜디오의 장편 애니메이션 영화이다. 바이런 하워드와 리치 무어, 재러드 부시가 연출했으며 지니퍼 굿윈이 여주인공 토끼 주디 역, 제이슨 베이트먼이 남주인공 여우 닉의 목소리를 담당했다. 제목 '주토피아'는 이상향을 의미하는 유토피아(Utopia)에 동물원을 뜻하는 Zoo를 합성한 단어다.

## 줄거리
인간들과 같은 일상을 살아가는 동물들의 도시 주토피아. 이곳에서 태어난 꼬마 토끼 주디 홉스는 어릴 때부터 경찰을 꿈꾼다. 하지만 주디의 부모와 다른 친구들은 토끼는 홍당무나 캐고 살라며 그녀의 꿈을 철저히 짓밟는다. 뿐만 아니라 어렵사리 입학한 경찰학교에서도 주디는 작은 체구 때문에 하는 훈련마다 낙제점을 받기 일쑤였다. 하지만 그녀는 반드시 경찰이 되겠다는 일념 하나로 악착같이 버텨냈고 마침내 뛰어난 실력으로 경찰학교의 수석졸업생이 되어 형사가 된다. 하지만 범인을 잡는 일을 할 것이라는 예상을 깨고 그녀에게 주어진 일은 겨우 주차단속에 불과했다. 그녀는 고작 이런거나 하려고 경찰학교를 수석졸업한게 아니라고 상관에게 항의도 해봤으나 달라지는 건 없었다. 그러나 무시라면 어릴때부터 지겹도록 받았기에 거기서 상처받지 않았고, 주디는 까짓것 위에서 요구하는 것보다 두배로 하겠다는 일념으로 착실하게 주차단속을 한다.
어느날 주디는 아들과 함께 아이스크림 가게에 왔지만 여우는 교활한 족속이라는 이유로 자식이 보는 앞에서 철저하게 무시당하는 닉 와일드를 보게된다. 부자의 모습을 보던 주디는 토끼라고 무시당하던 어린시절의 자신의 모습이 떠올라 가게 주인에게 위생법 위반을 빌미로 그들을 다른 손님들과 동등하게 대할 것을 요구했다. 이를 계기로 그녀는 닉과 가까워진다. 그런데 이후 주디는 충격적인 모습을 보게된다. 닉이 아들과 아이스크림을 불법 판매하고 있었던 것이다. 게다가 아들이라고 생각했던 여우는 아들이 아닌 동업자였다. 그제야 그녀는 그가 능구렁이 사기꾼이란걸 알고는 불법판매죄로 체포하겠다고 하지만 닉은 콧방귀도 뀌지 않았으며 미리 준비해둔 꼼수를 보여주며 자신을 체포할 수 없을 것이라고 받아친다. 또한 그는 그녀에게 '누구나 주토피아에선 꿈을 이룰 수 있다고 생각하지만 현실은 그렇지 않다'며 주디에게 '넌 경찰이 아니야'라고 조롱까지 하고는 사라진다. 주디는 닉의 조롱과 주차단속에 대해 항의하는 동물들에게 시달리느라 경찰에 대한 사명감 마저 없어지려고 했다. 하지만 그녀는 우연찮게 가게 재고를 훔쳐 달아나는 족제비를 보고는 잽싸게 쫓아가 체포한다. 그러나 경찰서장은 이런 그녀를 포상은커녕 서장실에 데려가 근무지 이탈과 상관 명령 불복종, 그리고 체포 과정에서 일어난 소요 등을 이유로 야단만 쳤다.
바로 그때 서장실에 한 수달부인이 찾아와 없어진 남편을 빨리 찾아달라고 호소한다. 하지만 절대적으로 부족한 단서와 이미 투입된 실종 수사 인력이 있었기에 서장은 수달 부인을 말로 타이르며 그냥 내보내려고 한다. 보다 못한 주디는 자신이 직접 찾겠다고 나섰다. 서장은 형사도 아닌 주차요원이 무슨 사건수사를 하냐며 계속되는 주디의 명령 불복종에 해고까지 하려고 했다. 그러나 때마침 등장한 주토피아 시장의 비서 벨 웨더가 그녀의 사명감에 감탄을 해 시장에게 주디의 수사 시작을 알려버린다. 결국 서장은 해고를 무르고 수사를 허락하는 수밖에 없었다. 하지만 거기에는 조건이 붙었는데 다른 경찰들이 보름이 넘어도 해결못한 일을 단 이틀만에 해결할 것. 약속을 지키지 못하면 형사를 그만둘 것. 여차하면 직장을 잃을 수도 있었지만 주차딱지만 끊는 것보다는 훨씬 낫다고 생각하며 주디는 덜컥 수락해버린다.
단서라고는 수달이 마지막으로 찍힌 CCTV 사진이 고작이었지만 주디는 사진 속에서 사진에 찍혀있던 뜻밖의 동물들을 발견한다. 바로 닉과 그의 동업자였다. 그녀는 닉에게 가 사진을 보여주며 수달에 대해 물어봤지만 그는 경찰수사에 협조할 마음이 조금도 없었다. 그러자 그녀는 그가 아이스크림 판매를 하며 매일 큰 돈을 벌지만 세금은 그동안 단 한푼도 내지 않았다는 사실을 제시하며 탈세혐의로 체포하겠다는 협박을 했다. 결국 닉은 그녀를 도울 수밖에 없었다. 그렇게 실종된 수달을 찾기위해 이곳저곳 돌아다니기 시작했고 그러는 동안 둘은 경찰과 사기꾼 신분을 넘어서 가까워지기 시작한다.

## 출연진
- 지니퍼 굿윈: 주디 홉스 역
  - 델라 사바: 어린 주디 홉스 역
- 제이슨 베이트먼: 니컬러스 P. 와일드 역
  - 캐스 수시: 어린 닉 와일드 역
- 이드리스 엘바: 보고 서장 역
- 제니 슬레이트: 돈 벨웨더 역
- 네이트 토런스: 벤저민 클로하우저 역
- 돈 레이크: 스튜 홉스 역
- 보니 헌트: 보니 홉스 역
- 토미 총: 약스 역
- J. K. 시먼스: 리어도어 라이언하트 역
- 옥타비아 스펜서: 오터턴 부인 역
- 앨런 튜딕: 듀크 위즐턴 역
- 샤키라: 가젤 역
- 레이먼드 S. 퍼시: 플래시 역
- 모리스 라마시: 미스터 빅 역
- 필 존스턴 : 기디온 그레이 역
- 톰 리스터 주니어: 피닉 역
- 리아 래섬: 프루 프루 역
- 제스 코티: 만차스 역
- 마크 스미스: 맥혼 경관 역
- 푸시아: 교관 역
- 조시 댈러스: 돼지(꽃집주인) 역
- 존 디마지오: 제리 점보 주니어 역, 제스 역, 울터 역
- 기타 레디: 난기 역
- 리치 무어: 더그 역, 래리 역
- 케이티 로스: 매지 허니 배저(오소리 의사) 역
- 피터 맨스브리지: 피터 무스브리지(앵커) 역
- 바이런 하워드: 버키 오릭스앤틀러슨 역, 트래비스 역
- 재러드 부시: 프롱크 오릭스앤틀러슨 역
- 조시 트리니대드: 다르마 아르마딜로 부인(집주인) 역
- 존 라벨: 인부 쥐 역
- 매들린 커리: 샤를라 역
- 잭슨 스타인: 하구아르 역
- 크리스틴 벨: 프리실라 역

### 한국어 더빙
- 전해리: 주디 홉스
- 정재헌: 닉 와일드
- 한복현: 보고 서장
- 김기현: 라이언하트 시장
- 조예신: 벨웨더 부시장
- 최석필: 벤자민 클로하우저
- 한경화: 가젤/오터턴 부인
- 심규혁: 플래시/프롱크
- 임채헌: 스튜 홉스/꽃집 주인/남 앵커
- 김율: 보니 홉스/교관/오소리 의사/프리실라
- 홍범기: 약스
- 신용우: 미스터 빅
- 최낙윤: 피닉/맥혼
- 권창욱: 듀크/만차스/더그/버키
- 이현: 기디언 그레이/제리/인부 쥐
- 김하영: 난기
- 박신희: 프루 프루/집주인
- 최보배: 어린 주디 홉스
- 이태우: 어린 닉 와일드
- 기타배역: 양세나, 김예환, 조성목, 연지원, 연정흠

## 우리말 제작
- 음악 : 최선을 다해 (Try Everything)
- 솔로 : 김경선
- 코러스 : 박꽃별
- 원곡 : 샤키라 (SHAKIRA)
- 작곡 : Sia Flruler,Tor Erick Hermansen,Mikkel S.Eriksen
- 제작 : Stargate
- 음악 연출 : 박덕수
- 대사 연출 : 박선영
- 가사 번역 : 김상훈
- 대사 녹음 : STORM
- 더빙 스튜디오 : STORM
- 믹싱 스튜디오 : Shpperton International
- 크리에이터수퍼바이저 : 이유미
- 한국어 제작 : Disney Character Voices International Inc.

## 제공
- 수입/배급 : 월트 디즈니 컴퍼니 코리아(주)
- 제작 : 월트 디즈니 픽처스/월트 디즈니 애니메이션 스튜디오

## 흥행
대한민국의 경우, 3월 11일 영화진흥위원회 영화관입장권 통합전산망에 따르면 지난 11일 《주토피아》는 누적관객수 200만 318명을 기록하였다. 최종 관객수는 470만명을 기록했다.

## 같이 보기
- BEASTARS